# Roberto Cantalupo
Roberto Cantalupo (Nápoles, Italia, 17 de enero de 1891 - Roma, Italia, 13 de noviembre de 1975) fue un periodista, escritor y diplomático italiano.

## Biografía
Licenciado en derecho, en su juventud fundó el diario Oltremare, que él mismo dirigió. Afiliado al Partido Nacional Fascista (PNF), en las elecciones de 1924 salió elegido parlamentario por el PNF. Aunque no era un diplomático de carrera, en 1930 fue nombrado por el líder fascista Benito Mussolini como representante italiano en El Cairo, y en 1932 fue nombrado embajador en Brasil. Tras el comienzo de la Guerra civil española, a comienzos de 1937 fue nombrado embajador ante la España franquista.
El 11 de febrero llegó a Salamanca, capital de la zona sublevada, donde presentó sus credenciales. Cantalupo tenía una mala opinión de Franco, al que consideraba una persona de carácter «glacial, femenino y esquivo». Desde su llegada a la zona sublevada, Cantalupo se mostró crítico con la represión franquista y pidió a Franco que terminasen los asesinatos de prisioneros. Después de que las fuerzas franquistas conquistaran Málaga —batalla durante la cual las fuerzas italianas tuvieron una destacada intervención—, se desató una fuerte represión. Cantalupo protestó ante Franco por el descrédito que esto suponía para las fuerzas italianas y, tras visitar Málaga, logró el indulto para varios prisioneros masones y la destitución de dos jueces muy severos. Cesó como embajador poco después de la Batalla de Guadalajara, regresando a Italia. Tras el final de la Segunda Guerra Mundial, entre 1953 y 1972 fue diputado antes monárquico y luego liberal en el Parlamento italiano.

## Obras
- —— (1924). Fatti europei e politica italiana, 1922-1924, Imperia.
- —— (1929). L'Italia musulmana, Casa Editrice Italia d'Oltremare.
- —— (1940). Racconti politici dell'altra pace, Istituto per gli Studi di Politica internazionale.
- —— (1948). Fu la Spagna: ambasciata presso Franco, febbraio-aprile 1937, A. Mondadori.
- —— (1964). Liberali, cattolici, socialisti, E. Roberto Cantalupo.
- —— (1975). Liberale a destra, a destra da liberale: lettera aperta, G. Volpe.